# Hardinvast
Hardinvast est une commune française, située dans le département de la Manche en région Normandie, peuplée de 924 habitants.

## Géographie
La commune est en Nord-Cotentin. Son bourg est à 10 km au sud de Cherbourg-Octeville, à 15 km au nord-est des Pieux, à 15 km au nord de Bricquebec et à 17 km au nord-ouest de Valognes.
Le point culminant (172 / 175 m) se situe sur une colline au nord-est, près du lieu-dit la Haute Cosnière. Le point le plus bas (67 m) correspond à la sortie de la Douve du territoire, au sud. La commune est bocagère.
| Martinvast | Martinvast             | Tollevast |
| Sideville  | Hardinvast             | Tollevast |
| Couville   | Saint-Martin-le-Gréard | Tollevast |

### Hydrographie
La commune est située dans le bassin Seine-Normandie. Elle est drainée par la Douve et le ruisseau de Trotte-Boeuf,,.
La Douve, d'une longueur de 79 km, prend sa source dans la commune de Tollevast et se jette  dans la baie de Seine à Carentan-les-Marais, après avoir traversé 28 communes. 

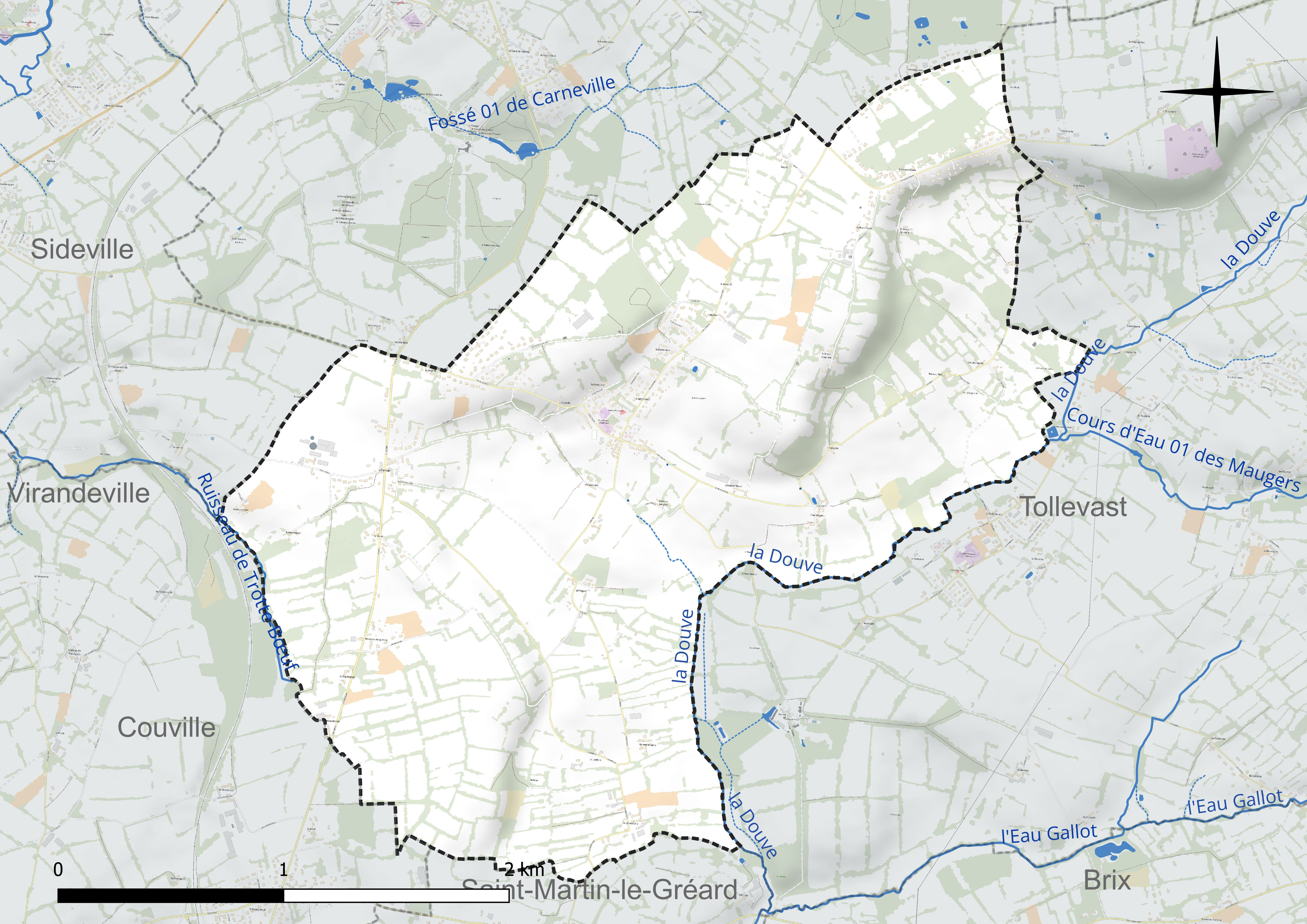
Réseau hydrographique de Hardinvast.

### Climat
Pour des articles plus généraux, voir Climat de la Normandie et Climat de la Manche.
En 2010, le climat de la commune est de type climat océanique franc, selon une étude du CNRS s'appuyant sur une série de données couvrant la période 1971-2000. En 2020, Météo-France publie une typologie des climats de la France métropolitaine dans laquelle la commune est exposée à un climat océanique et est dans la région climatique  Normandie (Cotentin, Orne), caractérisée par une pluviométrie relativement élevée (850 mm/a) et un été frais (15,5 °C) et venté. Parallèlement le GIEC normand, un groupe régional d’experts sur le climat, différencie quant à lui, dans une étude de 2020, trois grands types de climats pour la région Normandie, nuancés à une échelle plus fine par les facteurs géographiques locaux. La commune est, selon ce zonage, exposée à un « climat maritime », correspondant au Cotentin et à l'ouest du département de la Manche, frais, humide et pluvieux, où les contrastes pluviométrique et thermique sont parfois très prononcés en quelques kilomètres quand le relief est marqué.
Pour la période 1971-2000, la température annuelle moyenne est de 10,7 °C, avec une amplitude thermique annuelle de 11,4 °C. Le cumul annuel moyen de précipitations est de 1 013 mm, avec 14,6 jours de précipitations en janvier et 8,3 jours en juillet. Pour la période 1991-2020, la température moyenne annuelle observée sur la station météorologique la plus proche, située sur la commune de Cherbourg-en-Cotentin à 7 km à vol d'oiseau, est de 12,1 °C et le cumul annuel moyen de précipitations est de 963,9 mm,. Pour l'avenir, les paramètres climatiques de la commune estimés pour 2050 selon différents scénarios d’émission de gaz à effet de serre sont consultables sur un site dédié publié par Météo-France en novembre 2022.

## Urbanisme

### Typologie
Au 1er janvier 2024, Hardinvast est catégorisée commune rurale à habitat dispersé, selon la nouvelle grille communale de densité à sept niveaux définie par l'Insee en 2022.
Elle est située hors unité urbaine. Par ailleurs la commune fait partie de l'aire d'attraction de Cherbourg-en-Cotentin, dont elle est une commune de la couronne,. Cette aire, qui regroupe 77 communes, est catégorisée dans les aires de 50 000à moins de 200 000 habitants,.

### Occupation des sols
L'occupation des sols de la commune, telle qu'elle ressort de la base de données européenne d’occupation biophysique des sols Corine Land Cover (CLC), est marquée par l'importance des territoires agricoles (91,9 % en 2018), en diminution par rapport à 1990 (100 %). La répartition détaillée en 2018 est la suivante : prairies (54 %), terres arables (20 %), zones agricoles hétérogènes (17,9 %), zones urbanisées (8,1 %). L'évolution de l’occupation des sols de la commune et de ses infrastructures peut être observée sur les différentes représentations cartographiques du territoire : la carte de Cassini (XVIIIe siècle), la carte d'état-major (1820-1866) et les cartes ou photos aériennes de l'IGN pour la période actuelle (1950 à aujourd'hui).

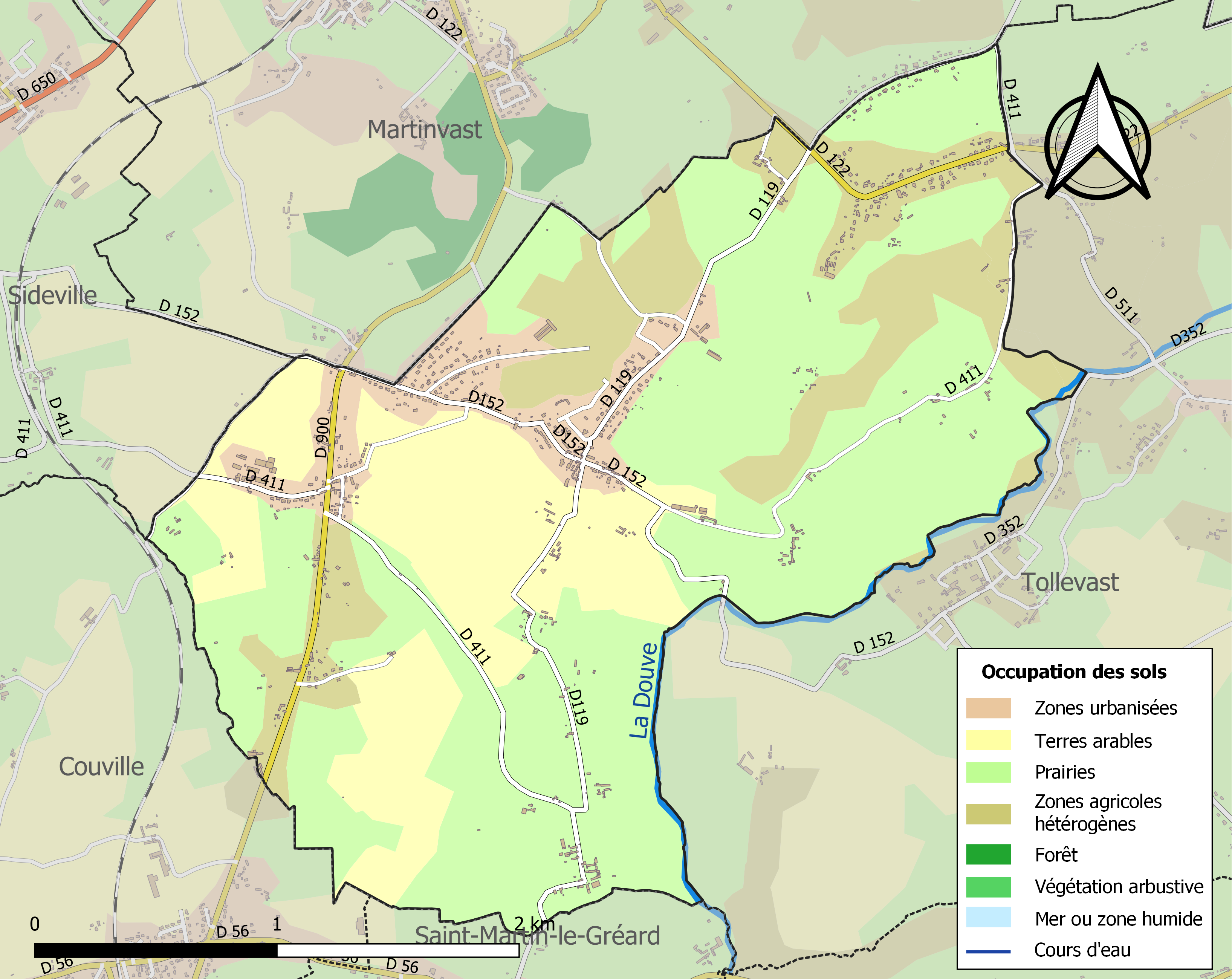
Carte des infrastructures et de l'occupation des sols de la commune en 2018 (CLC).

## Toponymie
Le nom de la localité est attesté sous les formes de Herdinwasto en 1204 et Herdinvast en 1325.
Il existe plusieurs hypothèses quant à l'étymologie du nom de la commune. Son nom pourrait venir de l'anglo-scandinave Harding, qui signifie « celui qui est fort ». Hardinvast signifierait donc « La terre de ceux qui sont forts ». Cependant, cette étymologie est discutable et le dictionnaire étymologique des noms de communes de Normandie de René Lepelley publié en 1993 dit que Hardinvast signifie « la terre aride de Hardinc », du latin vastus (ancien français gast, forme dialectale vast) terre qui est inculte ou aride, précédé du nom de personne germanique ou anglo-saxon Hardinc. Il est possible qu'au Haut Moyen Âge cette description correspondait assez bien à un espace alors peu peuplé.
Le gentilé est Hardinvastais.

## Histoire
Au XIIe siècle, la paroisse relevait de l'honneur de Néhou.
À la fin du XIIe siècle, Eudes de Sottevast était seigneur et patron du lieu.
Au Moyen Âge, se tenait depuis 1325 au Ferrage, une foire annuelle qui portait le nom de foire aux draps.
Une paroisse ancienne, voisine de celle de Tollevast, mais ici aucune trace de l'église du Moyen Âge, seuls quelques restes d'une nécropole mérovingienne ont un jour été découverts sur les hauteurs au nord de la commune et témoignent d'une occupation millénaire. C'est peu lorsqu'on connait la beauté des églises romanes de Tollevast et de Martinvast si proches, des communautés dépendant de l'abbaye du Vœu de Cherbourg. L'église de la commune, restaurée il y a peu, a été construite à partir du XVIIe siècle. Le clocher date du début du XIXe siècle. Devant le portail de l'église, un palmier insolite abrite la tombe d'Emmanuel Liais, ancien maire de Cherbourg au XIXe siècle et propriétaire dans la commune.
Lors de la Seconde Guerre mondiale, la commune fut une place forte allemande avec des rampes de lancements de V1 et V2 qui furent bombardées par les Alliés en 1944.

## Politique et administration

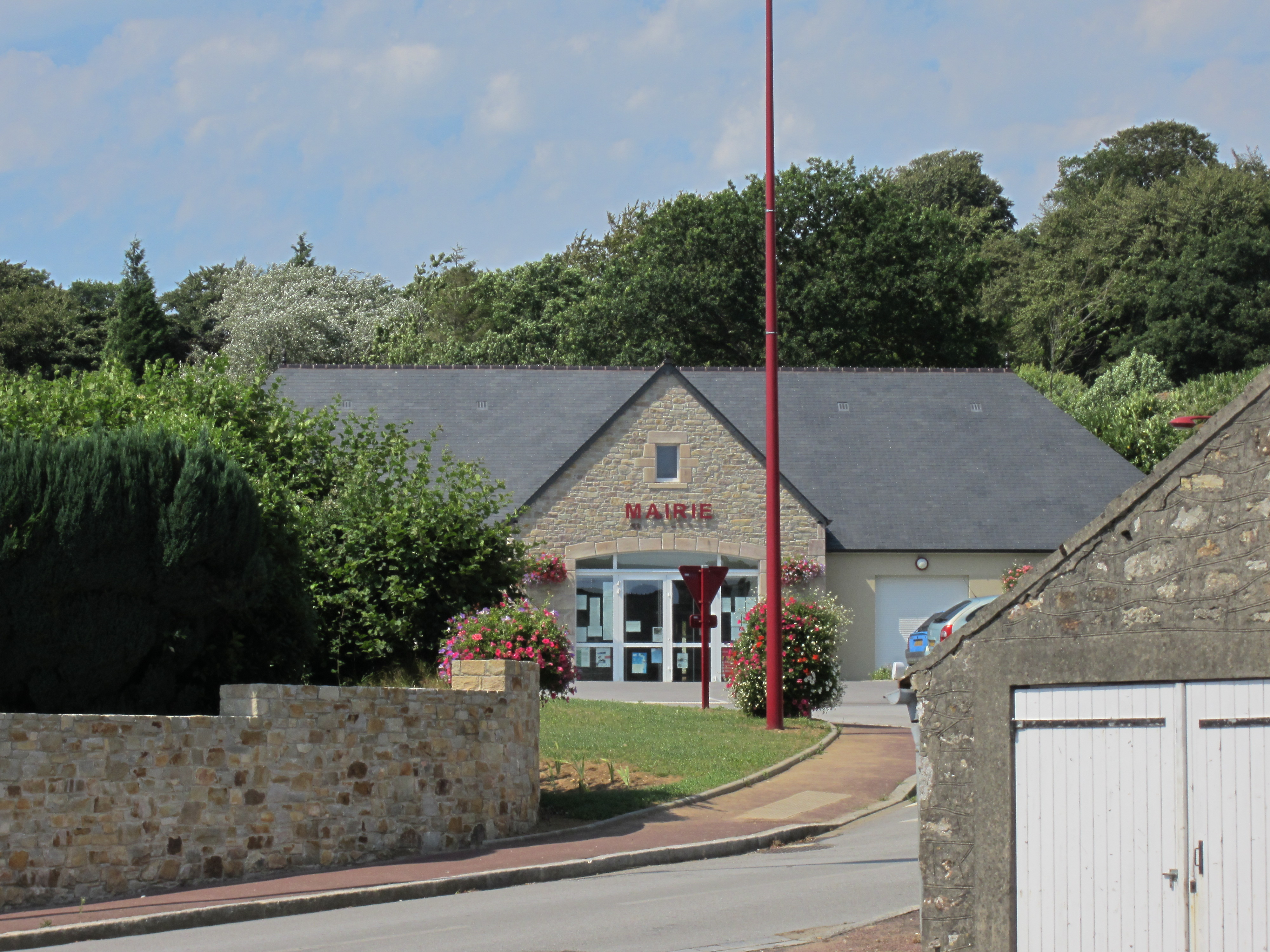
La mairie.

Hardinvast fait partie de la communauté de communes de Douve et Divette.
| Période                                  | Période   | Identité    | Étiquette | Qualité     |
| ---------------------------------------- | --------- | ----------- | --------- | ----------- |
| 1800                                     | 1819      | Jean Leroux |           |             |
| 1984                                     | mars 2001 | Louis Bérot |           |             |
| mars 2001                                | En cours  | Guy Amiot   | SE        | Agent Areva |
| Les données manquantes sont à compléter. |           |             |           |             |

Le conseil municipal est composé de quinze membres dont le maire et trois adjoints.

## Population et société

### Démographie
L'évolution du nombre d'habitants est connue à travers les recensements de la population effectués dans la commune depuis 1793. Pour les communes de moins de 10 000 habitants, une enquête de recensement portant sur toute la population est réalisée tous les cinq ans, les populations de référence des années intermédiaires étant quant à elles estimées par interpolation ou extrapolation. Pour la commune, le premier recensement exhaustif entrant dans le cadre du nouveau dispositif a été réalisé en 2006.
En 2022, la commune comptait 924 habitants, en évolution de +5,72 % par rapport à 2016 (Manche : −0,31 %, France hors Mayotte : +2,11 %).
La population de Hardinvast a subi depuis le début du XIXe siècle l'exode rural qui a vidé les campagnes au profit des villes proches (Cherbourg s'industrialise, son port de guerre est alors en construction et appelle la main d'œuvre) ou plus lointaines, le train arrive dans la région sous le Second Empire et ouvre le Cotentin sur la région parisienne. Il est loin le temps où il fallait trois bons jours pour aller de Versailles à Cherbourg (1786, voyage officiel de Louis XVI], venu inaugurer le grand chantier de l'époque, la construction des digues).
Après un siècle d'exode rural, la commune a perdu la moitié de sa population, passant de 669 habitants en 1841 à 326 en 1936. C'est paradoxalement dans ces années difficiles pour la démographie française que la population communale reprend une croissance qui se poursuit de nos jours. En 1982, l'effectif de 1841 est retrouvé. La proximité de l'agglomération cherbourgeoise fait de la communauté de communes de Douve et Divette une zone péri-urbaine à croissance démographique forte mais assez maîtrisée.
| 1793 | 1800 | 1806 | 1821 | 1831 | 1836 | 1841 | 1846 | 1851 |
| ---- | ---- | ---- | ---- | ---- | ---- | ---- | ---- | ---- |
| 544  | 608  | 614  | 587  | 610  | 650  | 669  | 603  | 570  |

| 1856 | 1861 | 1866 | 1872 | 1876 | 1881 | 1886 | 1891 | 1896 |
| ---- | ---- | ---- | ---- | ---- | ---- | ---- | ---- | ---- |
| 537  | 478  | 505  | 469  | 487  | 492  | 450  | 430  | 410  |

| 1901 | 1906 | 1911 | 1921 | 1926 | 1931 | 1936 | 1946 | 1954 |
| ---- | ---- | ---- | ---- | ---- | ---- | ---- | ---- | ---- |
| 424  | 401  | 405  | 334  | 346  | 332  | 326  | 337  | 393  |

| 1962 | 1968 | 1975 | 1982 | 1990 | 1999 | 2006 | 2011 | 2016 |
| ---- | ---- | ---- | ---- | ---- | ---- | ---- | ---- | ---- |
| 381  | 412  | 541  | 687  | 746  | 805  | 912  | 882  | 874  |

| 2021 | 2022 | - | - | - | - | - | - | - |
| ---- | ---- | - | - | - | - | - | - | - |
| 910  | 924  | - | - | - | - | - | - | - |

### Sports
L'Association sportive Saint-Martin Hardinvast Tollevast Couville fait évoluer une équipe de football en ligue de Basse-Normandie et deux autres en divisions de district.

## Culture locale et patrimoine

### Lieux et monuments

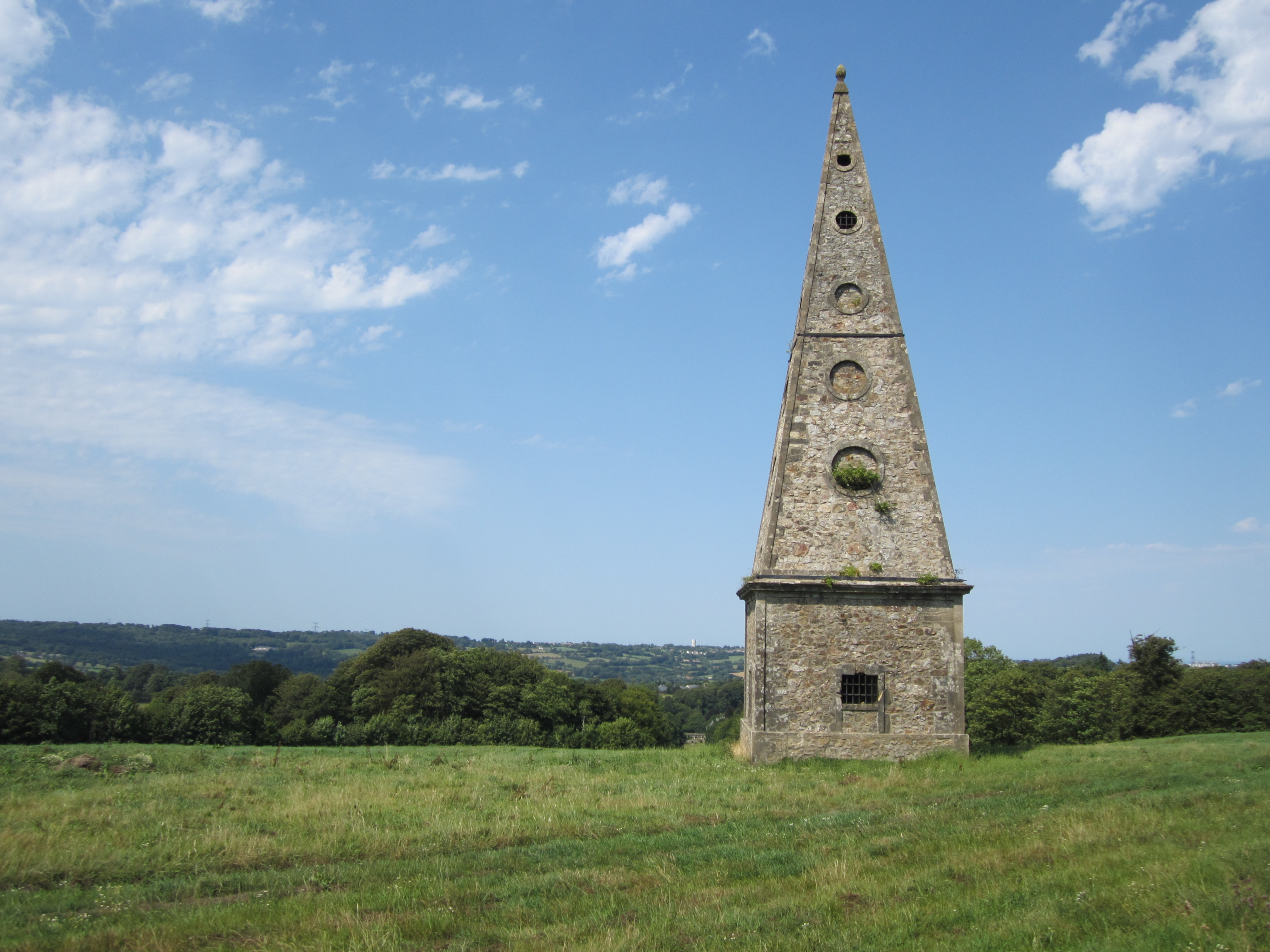
L'obélisque d'Hardinvast.

- Domaine de Beaurepaire, en partie sur la commune, inscrit aux monuments historiques[30], et obélisque du XVIIIe siècle.
- Église Saint-Barthélemy des XVIIe – XVIIIe siècles. Elle est aujourd'hui rattachée à la nouvelle paroisse Sainte-Bernadette du doyenné de Cherbourg-Hague[31]. Elle abrite un groupe sculpté du XVIe et une verrière du XXe de Bessac, maître-verrier à Grenoble et Paul Bony (1911-1982).

Eudes de Sottevast, seigneur d'Hardinvast, donne en 1193 le patronage de l'église et la dîme d'un moulin à l'abbaye du Vœu.
- Croix de chemin et croix de cimetière du XVIe siècle, croix Boivin du XIXe siècle.
- Ferme du Rocher. Possession d'Emmanuel Liais, il la légua à la ville de Cherbourg, à charge d'entretenir son tombeau.
- Anciens moulins dont un à vent.
- Lavoirs du Clair-Douet et de l'Anglais.
- Puits en pierre.
- Sites de constructions de rampes de lancements V1 et V2, l'une au chemin du Moulin, l'autre au chemin du Poirier, bombardées en 1944.
- Anciennes casemates.

### Personnalités liées à la commune

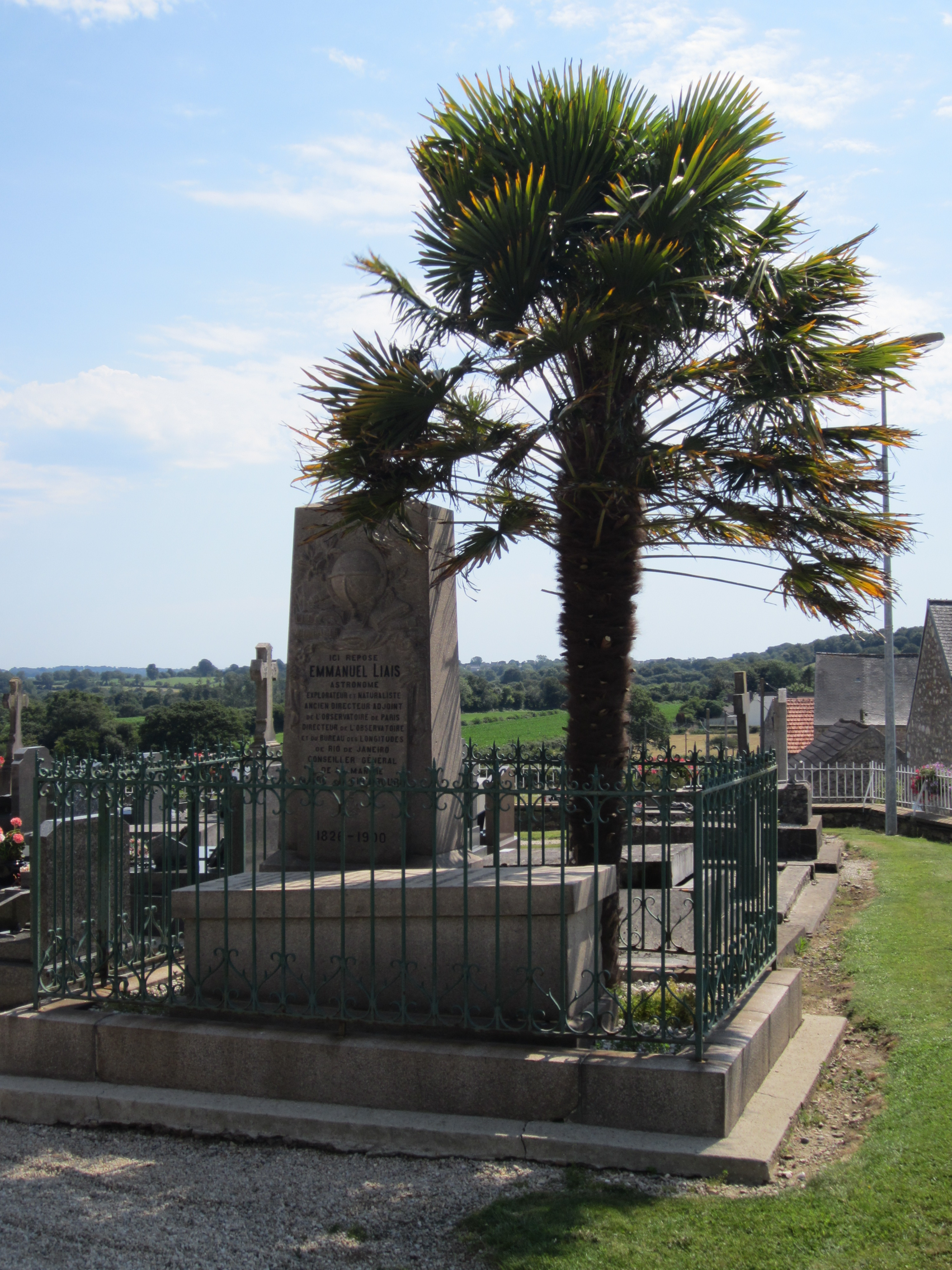
La tombe d'Emmanuel Liais.

- Emmanuel Liais (Hardinvast 1826 - 1900), astronome, botaniste, explorateur, maire et conseiller général de Cherbourg, a été enterré dans le cimetière de la commune avec son épouse Margaretha, sous un palmier, symbole de la vie.